# Curtis Hanson
Curtis Hanson (n. 24 martie 1945 - d. 20 septembrie 2016) a fost un regizor american. S-a născut la Reno, Nevada. Este regizorul filmelor L.A. Confidential (1997, cu Kevin Spacey, Russell Crowe, Kim Basinger și Danny DeVito) și 8 Mile (2002, cu Eminem, Kim Basinger și Brittany Murphy).